# 알루미논
알루미논(Aluminon)은 Aurintricarboxylic acid의 삼암모늄염으로, 수용액에서 알루미늄 이온의 존재를 검출하는 데 자주 사용되는 염료이다. 알루미논은 Al3+와 결합하여 붉은 착염을 형성한다.

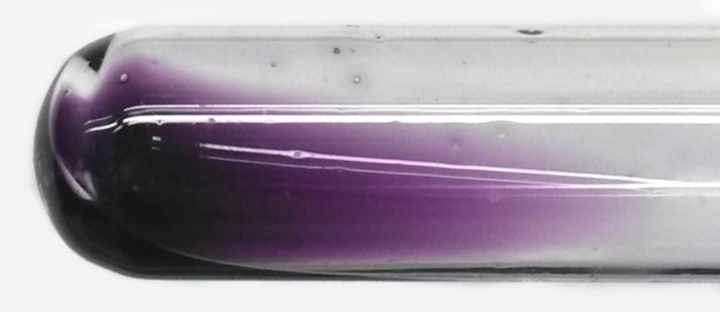
중성 수용액에 담긴 진한 자주색 색소. 알루미논과 철 이온(Fe^{3+})으로 구성됨.

알루미논은 정성 무기 분석 외에도 안료 생산에도 사용되며, 여러 금속과 결합하여 선명한 색상의 lake pigment를 형성한다. 이렇게 형성된 안료는 Be2+와 Ga3+와 결합하면 붉은색을 띠고, Fe3+와 결합하면 진한 보라색 또는 적갈색을 띤다. 특정 안료의 색상은 산성 용액에서 변할 수 있다. 예를 들어, 용액이 산성이면 알루미논과 Sc3+는 붉은색 안료를 형성하지만, 그렇지 않으면 용액은 무색이다.
알루미논은 아질산나트륨과 살리실산을 반응시키고 폼알데하이드를 첨가한 후 암모니아로 처리하여 제조된다.

## 같이 보기
- 분석화학
- 비색법

## 참고문헌
1. 1 2  Clark, RA; Krueger, GL (1985). “Aluminon: its limited application as a reagent for the detection of aluminum species.”. 《Journal of Histochemistry & Cytochemistry》 33 (7): 729–732. doi:10.1177/33.7.3891845. ISSN 0022-1554. PMID 3891845.